# سرگئی اسکوبون
سرگئی اسکوبون (اوکراینی: Сергій Сергійович Скобун؛ زادهٔ ۴ مارس ۱۹۷۳) کارگردان فیلم، و تهیه‌کننده تلویزیونی اهل اوکراین است.